# Goddard Space Flight Center

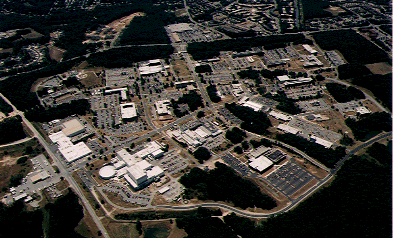
Veduta aerea del centro

Il Goddard Space Flight Center della NASA è uno dei maggiori laboratori che riguardano le scienze dello spazio. È situato a Greenbelt, nel Maryland (Stati Uniti). Il centro è stato dedicato a Robert Goddard, padre della propulsione dei moderni razzi, ed è stato inaugurato il 1º maggio del 1959.
Una delle strutture più importanti del Goddard Space Flight Center è il Wallops Flight Facility, un centro di ricerca aeronautica situato non nelle vicinanze del centro (è in Virginia) e antecedente al GSFC, dato che fu costituito nel 1945 dalla NASA. È uno dei centri principali della NASA per quanto riguarda gli studi dei programmi suborbitali.